# 魔幻卡牌
《魔幻卡牌》(Spectromancer)，是2008年推出的電腦遊戲，類似《魔法風雲會》與《占星大師》的兩人卡牌對戰遊戲，由李察·加菲等人設計，分別在2010年、2011年、2013年各發行過資料片《Spectromancer - League of Heroes》、《Spectromancer - Truth & Beauty》、《Spectromancer - Gathering of Power》。

## 遊戲特色
遊戲沒有抽牌的運氣成分。類似魔法風雲會的五大元素法力，魔幻卡牌共十種元素。玩家有五元素法力，除火水风土外加择职业不同的元素，如牧师的神圣元素、机械族的机械元素、死灵法的死亡元素、幻术师的幻想元素、混沌法的混沌元素、支配者的控制元素。每种元素有四张牌組成二十張牌组。
遊戲方式被《Kard Combat》、以及占星大師》製作公司的《星辰之塔》（Astral Towers）所仿效。

## 外部連結
- （英文）遊戲官網 （页面存档备份，存于）